# NGC 962
NGC 962 é uma galáxia elíptica (E) localizada na direcção da constelação de Aries. Possui uma declinação de +28° 04' 15" e uma ascensão recta de 2 horas, 32 minutos e 39,9 segundos.
A galáxia NGC 962 foi descoberta em 13 de Dezembro de 1871 por Édouard Jean-Marie Stephan.